# Rick Goldsmith
Rick Goldsmith (* 1951 in Valley Stream, Long Island, New York) ist ein US-amerikanischer Dokumentarfilmer.

## Leben
Rick Goldsmith wuchs in Valley Stream auf. 1969 begann er ein Studium an der Brown University und wechselte relativ schnell zur Rhode Island School of Design, wo er Möbeldesign und Architektur studierte. Allerdings beendete er sein Studium nicht und schlug sich eine Weile als Folksänger durch kleine Clubs und Bars, arbeitete einige Zeit als Anwalt für die Rechte von Gefangenen, in der Verwaltung und als Berater bei der Berkeley Free Clinic, wo er 1975 entlassen wurde, weil er den illegalen Missbrauch von Schocktherapien bei einem 17-jährigen Mädchen meldete. Ab 1975 wohnte er in der San Francisco Bay Area und begann, nachdem er einen Kurs über das Filmemachen besuchte, 1988 mit der Produktion seiner ersten Dokumentation, Tell the Truth and Run: George Seldes and the American Press. Sowohl für diese als auch für Der gefährlichste Mann in Amerika – Daniel Ellsberg und die Pentagon-Papiere (gemeinsam mit Judith Ehrlich) wurde er jeweils mit einer Oscarnominierung für den Besten Dokumentarfilm bedacht.

## Filmografie
- 1996: Tell the Truth and Run: George Seldes and the American Press
- 2001: Everyday Heroes
- 2009: Der gefährlichste Mann in Amerika – Daniel Ellsberg und die Pentagon-Papiere (The Most Dangerous Man in America Daniel Ellsberg and the Pentagon Papers)

## Auszeichnungen
Oscar
- 1997: Nominierung für den Besten Dokumentarfilm mit Tell the Truth and Run: George Seldes and the American Press
- 2010: Nominierung für den Besten Dokumentarfilm mit Der gefährlichste Mann in Amerika – Daniel Ellsberg und die Pentagon-Papiere